# Россия на летних Паралимпийских играх 2012
Россия на летних Паралимпийских играх 2012 представлена 182 спортсменами в 12-ти видах спорта: академической гребле, велоспорте, волейболе сидя, дзюдо, легкой атлетике, настольном теннисе, пауэрлифтинге, плавании,стрельбе из лука, пулевой стрельбе, фехтовании сидя, футболе (по 7 человек).

## Медали
| \| Медаль \| Спортсмен \| Вид спорта \| Дисциплина \| Дата \| \| ------- \| ---------------------------------------------------------------------------------------------------------------------------------------------------------------------------------------------- \| --------------------- \| ------------------------------------- \| ---------- \| \| Золото \| Сергей Пунько \| Плавание \| Мужчины, 400 м вольным стилем \| 30 августа \| \| Золото \| Оксана Савченко \| Плавание \| Женщины, 400 м вольным стилем \| 30 августа \| \| Золото \| Маргарита Гончарова \| Лёгкая атлетика \| Женщины, прыжки в длину \| 31 августа \| \| Золото \| Алексей Ашапатов \| Лёгкая атлетика \| Мужчины, метание диска \| 31 августа \| \| Золото \| Роман Капранов \| Лёгкая атлетика \| Мужчины, 200 м \| 31 августа \| \| Золото \| Олеся Владыкина \| Плавание \| Женщины, 100 м брасс \| 1 сентября \| \| Золото \| Маргарита Гончарова \| Лёгкая атлетика \| Женщины, 100 м \| 1 сентября \| \| Золото \| Елена Иванова \| Лёгкая атлетика \| Женщины, 200 м \| 1 сентября \| \| Золото \| Роман Макаров \| Плавание \| Мужчины, 100 м баттерфляй \| 2 сентября \| \| Золото \| Евгений Швецов \| Лёгкая атлетика \| Мужчины, 100 м \| 2 сентября \| \| Золото \| Николь Родомакина \| Лёгкая атлетика \| Женщины, прыжок в длину \| 2 сентября \| \| Золото \| Алексей Лабзин \| Лёгкая атлетика \| Мужчины, 400 м \| 2 сентября \| \| Золото \| Раиса Чебаника \| Настольный теннис \| Женщины, класс 6 \| 3 сентября \| \| Золото \| Тимур Тучинов \| Стрельба из лука \| Мужчины, стоя \| 3 сентября \| \| Золото \| Оксана Савченко \| Плавание \| Женщины, 200 м комплексом \| 3 сентября \| \| Золото \| Денис Тарасов \| Плавание \| Мужчины, 50 м вольным стилем \| 3 сентября \| \| Золото \| Алексей Ашапатов \| Лёгкая атлетика \| Мужчины, толкание ядра \| 4 сентября \| \| Золото \| Константин Лисенков \| Плавание \| Мужчины, 100 м на спине \| 4 сентября \| \| Золото \| Фёдор Триколич \| Лёгкая атлетика \| Мужчины, 100 м \| 4 сентября \| \| Золото \| Елена Паутова \| Лёгкая атлетика \| Женщины, 1500 м \| 4 сентября \| \| Золото \| Оксана Савченко \| Плавание \| Женщины, 100 м вольным стилем \| 4 сентября \| \| Золото \| Евгений Швецов \| Лёгкая атлетика \| Мужчины, 400 м \| 4 сентября \| \| Золото \| Маргарита Гончарова Елена Иванова Анастасия Овсянникова Светлана Сергеева \| Лёгкая атлетика \| Женщины, 4x100 м \| 4 сентября \| \| Золото \| Михаил Оюн Олег Шестаков Тимур Тучинов \| Стрельба из лука \| Мужчины, командное первенство \| 5 сентября \| \| Золото \| Александр Неволин-Светов \| Плавание \| Мужчины, 100 м на спине \| 5 сентября \| \| Золото \| Оксана Савченко \| Плавание \| Женщины, 100 м на спине \| 5 сентября \| \| Золото \| Гоча Хугаев \| Лёгкая атлетика \| Мужчины, прыжки в длину \| 5 сентября \| \| Золото \| Евгений Кегелев Андрей Коптев Алексей Лабзин Артем Логинов* Фёдор Триколич \| Лёгкая атлетика \| Мужчины, 4x100 м \| 5 сентября \| \| Золото \| Денис Гулин \| Лёгкая атлетика \| Мужчины, тройной прыжок \| 6 сентября \| \| Золото \| Евгений Швецов \| Лёгкая атлетика \| Мужчины, 800 м \| 6 сентября \| \| Золото \| Никита Прохоров \| Лёгкая атлетика \| Мужчины, толкание ядра \| 6 сентября \| \| Золото \| Оксана Савченко \| Плавание \| Женщины, 50 м вольным стилем \| 7 сентября \| \| Золото \| Павел Полтавцев \| Плавание \| Мужчины, 100 м брассом \| 8 сентября \| \| Золото \| Михаил Зимин \| Плавание \| Мужчины, 100 м брассом \| 8 сентября \| \| Золото \| Елена Иванова \| Лёгкая атлетика \| Женщины,бег 100 м \| 8 сентября \| \| Золото \| Александр Кулигин Андрей Куваев Вячеслав Ларионов Александр Леков Лаша Мурванадзе Заурбек Пагаев Иван Потехин Эдуард Рамонов Владислав Рарецкий Асланбек Сапиев Алексей Тумаков Алексей Чесмин \| Футбол (по 7 человек) \| Мужчины \| 9 сентября \| \| Серебро \| Владимир Балынец \| Пауэрлифтинг \| Мужчины, до 48 кг \| 30 августа \| \| Серебро \| Марина Клименченко \| Стрельба \| Женщины, пневматический пистолет 10 м \| 31 августа \| \| Серебро \| Роман Дубовой \| Плавание \| Мужчины, 100 м баттерфляй \| 31 августа \| \| Серебро \| Олеся Лафина \| Пауэрлифтинг \| Женщины, до 48 кг \| 1 сентября \| \| Серебро \| Тамара Подпальная \| Пауэрлифтинг \| Женщины, до 52 кг \| 1 сентября \| \| Серебро \| Дмитрий Григорьев \| Плавание \| Мужчины, 100 м баттерфляй \| 1 сентября \| \| Серебро \| Татьяна Савостьянова \| Дзюдо \| Женщины, до 70 кг \| 1 сентября \| \| Серебро \| Наталия Гудкова \| Лёгкая атлетика \| Женщины, метание копья \| 1 сентября \| \| Серебро \| Дмитрий Кокарев \| Плавание \| Мужчины, 200 м вольным стилем \| 1 сентября \| \| Серебро \| Анна Сорокина \| Лёгкая атлетика \| Женщины, метание копья \| 2 сентября \| \| Серебро \| Сергей Пунько \| Плавание \| Мужчины, 100 м баттерфляй \| 2 сентября \| \| Серебро \| Дарья Стукалова \| Плавание \| Женщины, 100 м баттерфляй \| 2 сентября \| \| Серебро \| Александр Зверев \| Лёгкая атлетика \| Мужчины, 400 м \| 2 сентября \| \| Серебро \| Владимир Андрющенко \| Лёгкая атлетика \| Мужчины, толкание ядра \| 3 сентября \| \| Серебро \| Олег Шестаков \| Стрельба из лука \| Мужчины, стоя \| 3 сентября \| \| Серебро \| Юлия Овсянникова \| Настольный теннис \| Женщины, класс 7 \| 3 сентября \| \| Серебро \| Сергей Малышев \| Стрельба \| Мужчины, пистолет 25 м \| 3 сентября \| \| Серебро \| Дмитрий Кокарев \| Плавание \| Мужчины, 100 м вольным стилем \| 3 сентября \| \| Серебро \| Александр Неволин-Светов \| Плавание \| Мужчины, 200 м комплексом \| 3 сентября \| \| Серебро \| Крестина Жукова \| Лёгкая атлетика \| Женщины, прыжки в длину \| 3 сентября \| \| Серебро \| Денис Тарасов \| Плавание \| Мужчины, 100 м на спине \| 4 сентября \| \| Серебро \| Александр Неволин-Светов \| Плавание \| Мужчины, 100 м вольным стилем \| 4 сентября \| \| Серебро \| Олеся Владыкина \| Плавание \| Женщины, 200 м комплексом \| 5 сентября \| \| Серебро \| Егор Шаров \| Лёгкая атлетика \| Мужчины, 800 м \| 5 сентября \| \| Серебро \| Николь Родомакина \| Лёгкая атлетика \| Женщины, 100 м \| 5 сентября \| \| Серебро \| Валерий Пономаренко \| Стрельба \| Мужчины, пистолет 50 м \| 6 сентября \| \| Серебро \| Артём Павленко \| Плавание \| Мужчины, 100 м брассом \| 6 сентября \| \| Серебро \| Артём Арефьев \| Лёгкая атлетика \| Мужчины, 800 м \| 6 сентября \| \| Серебро \| Алексей Лыжихин \| Плавание \| Мужчины, 50 м на спине \| 6 сентября \| \| Серебро \| Денис Тарасов \| Плавание \| Мужчины, 100 м вольным стилем \| 6 сентября \| \| Серебро \| Маргарита Гончарова \| Лёгкая атлетика \| Женщины, 200 м \| 6 сентября \| \| Серебро \| Дмитрий Кокарев \| Плавание \| Мужчины, 50 м вольным стилем \| 7 сентября \| \| Серебро \| Алексей Лабзин \| Лёгкая атлетика \| Мужчины, 200 м \| 7 сентября \| \| Серебро \| Александр Неволин-Светов \| Плавание \| Мужчины, 50 м вольным стилем \| 7 сентября \| \| Серебро \| Роман Дубовой \| Плавание \| Мужчины, 100 м комплексом \| 7 сентября \| \| Серебро \| Алексей Кузнецов \| Лёгкая атлетика \| Мужчины, метание копья \| 8 сентября \| \| Серебро \| Фёдор Триколич \| Лёгкая атлетика \| Мужчины, 200 м \| 8 сентября \| \| Серебро \| Андрей Гладков* Дмитрий Григорьев* Денис Дорогаев* Евгений Зимин* Константин Лисенков Павел Полтавцев Эдуард Самарин Денис Тарасов \| Плавание \| Мужчины, 4x100 м комплексом \| 8 сентября \| \| Бронза \| Виктория Потапова \| Дзюдо \| Женщины, до 48 кг \| 30 августа \| \| Бронза \| Владимир Кривуля \| Пауэрлифтинг \| Мужчины, до 52 кг \| 31 августа \| \| Бронза \| Шахбан Курбанов \| Дзюдо \| Мужчины, до 73 кг \| 31 августа \| \| Бронза \| Владимир Федин \| Дзюдо \| Мужчины, до 100 кг \| 1 сентября \| \| Бронза \| Ирина Кальянова \| Дзюдо \| Женщины, свыше 70 кг \| 1 сентября \| \| Бронза \| Анжелика Косачева \| Настольный теннис \| Женщины, класс 11 \| 2 сентября \| \| Бронза \| Алексей Чувашев \| Академическая гребля \| Мужчины, одиночка \| 2 сентября \| \| Бронза \| Александр Голинтовский \| Плавание \| Мужчины, 100 м вольным стилем \| 2 сентября \| \| Бронза \| Андрей Гладков* Дмитрий Григорьев Евгений Зимин Константин Лисенков Павел Полтавцев* Эдуард Самарин* Денис Тарасов \| Плавание \| Мужчины, 4x100 м вольным стилем \| 2 сентября \| \| Бронза \| Михаил Оюн \| Стрельба из лука \| Мужчины, стоя \| 3 сентября \| \| Бронза \| Валерий Пономаренко \| Стрельба \| Мужчины, пистолет 25 м \| 3 сентября \| \| Бронза \| Сергей Пунько \| Плавание \| Мужчины, 200 м комплексом \| 3 сентября \| \| Бронза \| Дарья Стукалова \| Плавание \| Женщины, 200 м комплексом \| 3 сентября \| \| Бронза \| Степанида Артахинова \| Стрельба из лука \| Женщины, open \| 4 сентября \| \| Бронза \| Олеся Владыкина \| Плавание \| Женщины, 100 м на спине \| 4 сентября \| \| Бронза \| Дарья Стукалова \| Плавание \| Женщины, 100 м вольным стилем \| 4 сентября \| \| Бронза \| Александр Голинтовский \| Плавание \| Мужчины, 400 м вольным стилем \| 4 сентября \| \| Бронза \| Владимир Свиридов \| Лёгкая атлетика \| Мужчины, прыжки в длину \| 5 сентября \| \| Бронза \| Светлана Мошкович \| Велоспорт \| Женщины, гонка с раздельным стартом \| 5 сентября \| \| Бронза \| Дмитрий Кокарев \| Плавание \| Мужчины, 50 м на спине \| 5 сентября \| \| Бронза \| Андрей Гладков \| Плавание \| Мужчины, 400 м вольным стилем \| 6 сентября \| \| Бронза \| Константин Лисенков \| Плавание \| Мужчины, 100 м вольным стилем \| 6 сентября \| \| Бронза \| Лариса Волик \| Лёгкая атлетика \| Женщины, метание копья \| 6 сентября \| \| Бронза \| Артем Логинов \| Лёгкая атлетика \| Мужчины, 200 м \| 7 сентября \| \| Бронза \| Дарья Стукалова \| Плавание \| Женщины, 50 м вольным стилем \| 7 сентября \| \| Бронза \| Евгения Трушникова \| Лёгкая атлетика \| Женщины, 400 м \| 8 сентября \| \| Бронза \| Роман Капранов \| Лёгкая атлетика \| Мужчины, 100 м \| 8 сентября \| \| Бронза \| Роман Дубовой \| Плавание \| Мужчины, 100 м брассом \| 8 сентября \| * — Спортсмены, участвовавшие в предварительных соревнованиях, но не в финале. | |                       |                                       |            |
| Медаль | Спортсмен | Вид спорта            | Дисциплина                            | Дата       |
| Золото | Сергей Пунько | Плавание              | Мужчины, 400 м вольным стилем         | 30 августа |
| Золото | Оксана Савченко | Плавание              | Женщины, 400 м вольным стилем         | 30 августа |
| Золото | Маргарита Гончарова | Лёгкая атлетика       | Женщины, прыжки в длину               | 31 августа |
| Золото | Алексей Ашапатов | Лёгкая атлетика       | Мужчины, метание диска                | 31 августа |
| Золото | Роман Капранов | Лёгкая атлетика       | Мужчины, 200 м                        | 31 августа |
| Золото | Олеся Владыкина | Плавание              | Женщины, 100 м брасс                  | 1 сентября |
| Золото | Маргарита Гончарова | Лёгкая атлетика       | Женщины, 100 м                        | 1 сентября |
| Золото | Елена Иванова | Лёгкая атлетика       | Женщины, 200 м                        | 1 сентября |
| Золото | Роман Макаров | Плавание              | Мужчины, 100 м баттерфляй             | 2 сентября |
| Золото | Евгений Швецов | Лёгкая атлетика       | Мужчины, 100 м                        | 2 сентября |
| Золото | Николь Родомакина | Лёгкая атлетика       | Женщины, прыжок в длину               | 2 сентября |
| Золото | Алексей Лабзин | Лёгкая атлетика       | Мужчины, 400 м                        | 2 сентября |
| Золото | Раиса Чебаника | Настольный теннис     | Женщины, класс 6                      | 3 сентября |
| Золото | Тимур Тучинов | Стрельба из лука      | Мужчины, стоя                         | 3 сентября |
| Золото | Оксана Савченко | Плавание              | Женщины, 200 м комплексом             | 3 сентября |
| Золото | Денис Тарасов | Плавание              | Мужчины, 50 м вольным стилем          | 3 сентября |
| Золото | Алексей Ашапатов | Лёгкая атлетика       | Мужчины, толкание ядра                | 4 сентября |
| Золото | Константин Лисенков | Плавание              | Мужчины, 100 м на спине               | 4 сентября |
| Золото | Фёдор Триколич | Лёгкая атлетика       | Мужчины, 100 м                        | 4 сентября |
| Золото | Елена Паутова | Лёгкая атлетика       | Женщины, 1500 м                       | 4 сентября |
| Золото | Оксана Савченко | Плавание              | Женщины, 100 м вольным стилем         | 4 сентября |
| Золото | Евгений Швецов | Лёгкая атлетика       | Мужчины, 400 м                        | 4 сентября |
| Золото | Маргарита Гончарова Елена Иванова Анастасия Овсянникова Светлана Сергеева | Лёгкая атлетика       | Женщины, 4x100 м                      | 4 сентября |
| Золото | Михаил Оюн Олег Шестаков Тимур Тучинов | Стрельба из лука      | Мужчины, командное первенство         | 5 сентября |
| Золото | Александр Неволин-Светов | Плавание              | Мужчины, 100 м на спине               | 5 сентября |
| Золото | Оксана Савченко | Плавание              | Женщины, 100 м на спине               | 5 сентября |
| Золото | Гоча Хугаев | Лёгкая атлетика       | Мужчины, прыжки в длину               | 5 сентября |
| Золото | Евгений Кегелев Андрей Коптев Алексей Лабзин Артем Логинов* Фёдор Триколич | Лёгкая атлетика       | Мужчины, 4x100 м                      | 5 сентября |
| Золото | Денис Гулин | Лёгкая атлетика       | Мужчины, тройной прыжок               | 6 сентября |
| Золото | Евгений Швецов | Лёгкая атлетика       | Мужчины, 800 м                        | 6 сентября |
| Золото | Никита Прохоров | Лёгкая атлетика       | Мужчины, толкание ядра                | 6 сентября |
| Золото | Оксана Савченко | Плавание              | Женщины, 50 м вольным стилем          | 7 сентября |
| Золото | Павел Полтавцев | Плавание              | Мужчины, 100 м брассом                | 8 сентября |
| Золото | Михаил Зимин | Плавание              | Мужчины, 100 м брассом                | 8 сентября |
| Золото | Елена Иванова | Лёгкая атлетика       | Женщины,бег 100 м                     | 8 сентября |
| Золото | Александр Кулигин Андрей Куваев Вячеслав Ларионов Александр Леков Лаша Мурванадзе Заурбек Пагаев Иван Потехин Эдуард Рамонов Владислав Рарецкий Асланбек Сапиев Алексей Тумаков Алексей Чесмин | Футбол (по 7 человек) | Мужчины                               | 9 сентября |
| Серебро | Владимир Балынец | Пауэрлифтинг          | Мужчины, до 48 кг                     | 30 августа |
| Серебро | Марина Клименченко | Стрельба              | Женщины, пневматический пистолет 10 м | 31 августа |
| Серебро | Роман Дубовой | Плавание              | Мужчины, 100 м баттерфляй             | 31 августа |
| Серебро | Олеся Лафина | Пауэрлифтинг          | Женщины, до 48 кг                     | 1 сентября |
| Серебро | Тамара Подпальная | Пауэрлифтинг          | Женщины, до 52 кг                     | 1 сентября |
| Серебро | Дмитрий Григорьев | Плавание              | Мужчины, 100 м баттерфляй             | 1 сентября |
| Серебро | Татьяна Савостьянова | Дзюдо                 | Женщины, до 70 кг                     | 1 сентября |
| Серебро | Наталия Гудкова | Лёгкая атлетика       | Женщины, метание копья                | 1 сентября |
| Серебро | Дмитрий Кокарев | Плавание              | Мужчины, 200 м вольным стилем         | 1 сентября |
| Серебро | Анна Сорокина | Лёгкая атлетика       | Женщины, метание копья                | 2 сентября |
| Серебро | Сергей Пунько | Плавание              | Мужчины, 100 м баттерфляй             | 2 сентября |
| Серебро | Дарья Стукалова | Плавание              | Женщины, 100 м баттерфляй             | 2 сентября |
| Серебро | Александр Зверев | Лёгкая атлетика       | Мужчины, 400 м                        | 2 сентября |
| Серебро | Владимир Андрющенко | Лёгкая атлетика       | Мужчины, толкание ядра                | 3 сентября |
| Серебро | Олег Шестаков | Стрельба из лука      | Мужчины, стоя                         | 3 сентября |
| Серебро | Юлия Овсянникова | Настольный теннис     | Женщины, класс 7                      | 3 сентября |
| Серебро | Сергей Малышев | Стрельба              | Мужчины, пистолет 25 м                | 3 сентября |
| Серебро | Дмитрий Кокарев | Плавание              | Мужчины, 100 м вольным стилем         | 3 сентября |
| Серебро | Александр Неволин-Светов | Плавание              | Мужчины, 200 м комплексом             | 3 сентября |
| Серебро | Крестина Жукова | Лёгкая атлетика       | Женщины, прыжки в длину               | 3 сентября |
| Серебро | Денис Тарасов | Плавание              | Мужчины, 100 м на спине               | 4 сентября |
| Серебро | Александр Неволин-Светов | Плавание              | Мужчины, 100 м вольным стилем         | 4 сентября |
| Серебро | Олеся Владыкина | Плавание              | Женщины, 200 м комплексом             | 5 сентября |
| Серебро | Егор Шаров | Лёгкая атлетика       | Мужчины, 800 м                        | 5 сентября |
| Серебро | Николь Родомакина | Лёгкая атлетика       | Женщины, 100 м                        | 5 сентября |
| Серебро | Валерий Пономаренко | Стрельба              | Мужчины, пистолет 50 м                | 6 сентября |
| Серебро | Артём Павленко | Плавание              | Мужчины, 100 м брассом                | 6 сентября |
| Серебро | Артём Арефьев | Лёгкая атлетика       | Мужчины, 800 м                        | 6 сентября |
| Серебро | Алексей Лыжихин | Плавание              | Мужчины, 50 м на спине                | 6 сентября |
| Серебро | Денис Тарасов | Плавание              | Мужчины, 100 м вольным стилем         | 6 сентября |
| Серебро | Маргарита Гончарова | Лёгкая атлетика       | Женщины, 200 м                        | 6 сентября |
| Серебро | Дмитрий Кокарев | Плавание              | Мужчины, 50 м вольным стилем          | 7 сентября |
| Серебро | Алексей Лабзин | Лёгкая атлетика       | Мужчины, 200 м                        | 7 сентября |
| Серебро | Александр Неволин-Светов | Плавание              | Мужчины, 50 м вольным стилем          | 7 сентября |
| Серебро | Роман Дубовой | Плавание              | Мужчины, 100 м комплексом             | 7 сентября |
| Серебро | Алексей Кузнецов | Лёгкая атлетика       | Мужчины, метание копья                | 8 сентября |
| Серебро | Фёдор Триколич | Лёгкая атлетика       | Мужчины, 200 м                        | 8 сентября |
| Серебро | Андрей Гладков* Дмитрий Григорьев* Денис Дорогаев* Евгений Зимин* Константин Лисенков Павел Полтавцев Эдуард Самарин Денис Тарасов                                                             | Плавание              | Мужчины, 4x100 м комплексом           | 8 сентября |
| Бронза | Виктория Потапова | Дзюдо                 | Женщины, до 48 кг                     | 30 августа |
| Бронза | Владимир Кривуля | Пауэрлифтинг          | Мужчины, до 52 кг                     | 31 августа |
| Бронза | Шахбан Курбанов | Дзюдо                 | Мужчины, до 73 кг                     | 31 августа |
| Бронза | Владимир Федин | Дзюдо                 | Мужчины, до 100 кг                    | 1 сентября |
| Бронза | Ирина Кальянова | Дзюдо                 | Женщины, свыше 70 кг                  | 1 сентября |
| Бронза | Анжелика Косачева | Настольный теннис     | Женщины, класс 11                     | 2 сентября |
| Бронза | Алексей Чувашев | Академическая гребля  | Мужчины, одиночка                     | 2 сентября |
| Бронза | Александр Голинтовский | Плавание              | Мужчины, 100 м вольным стилем         | 2 сентября |
| Бронза | Андрей Гладков* Дмитрий Григорьев Евгений Зимин Константин Лисенков Павел Полтавцев* Эдуард Самарин* Денис Тарасов                                                                             | Плавание              | Мужчины, 4x100 м вольным стилем       | 2 сентября |
| Бронза | Михаил Оюн | Стрельба из лука      | Мужчины, стоя                         | 3 сентября |
| Бронза | Валерий Пономаренко | Стрельба              | Мужчины, пистолет 25 м                | 3 сентября |
| Бронза | Сергей Пунько | Плавание              | Мужчины, 200 м комплексом             | 3 сентября |
| Бронза | Дарья Стукалова | Плавание              | Женщины, 200 м комплексом             | 3 сентября |
| Бронза | Степанида Артахинова | Стрельба из лука      | Женщины, open                         | 4 сентября |
| Бронза | Олеся Владыкина | Плавание              | Женщины, 100 м на спине               | 4 сентября |
| Бронза | Дарья Стукалова | Плавание              | Женщины, 100 м вольным стилем         | 4 сентября |
| Бронза | Александр Голинтовский | Плавание              | Мужчины, 400 м вольным стилем         | 4 сентября |
| Бронза | Владимир Свиридов | Лёгкая атлетика       | Мужчины, прыжки в длину               | 5 сентября |
| Бронза | Светлана Мошкович | Велоспорт             | Женщины, гонка с раздельным стартом   | 5 сентября |
| Бронза | Дмитрий Кокарев | Плавание              | Мужчины, 50 м на спине                | 5 сентября |
| Бронза | Андрей Гладков | Плавание              | Мужчины, 400 м вольным стилем         | 6 сентября |
| Бронза | Константин Лисенков | Плавание              | Мужчины, 100 м вольным стилем         | 6 сентября |
| Бронза | Лариса Волик | Лёгкая атлетика       | Женщины, метание копья                | 6 сентября |
| Бронза | Артем Логинов | Лёгкая атлетика       | Мужчины, 200 м                        | 7 сентября |
| Бронза | Дарья Стукалова | Плавание              | Женщины, 50 м вольным стилем          | 7 сентября |
| Бронза | Евгения Трушникова | Лёгкая атлетика       | Женщины, 400 м                        | 8 сентября |
| Бронза | Роман Капранов | Лёгкая атлетика       | Мужчины, 100 м                        | 8 сентября |
| Бронза | Роман Дубовой | Плавание              | Мужчины, 100 м брассом                | 8 сентября |

|

### Медали по дням
| Медали по дням | Медали по дням | Медали по дням | Медали по дням | Медали по дням | Медали по дням | Медали по дням |
| -------------- | -------------- | -------------- | -------------- | -------------- | -------------- | -------------- |
| День           | Дата           | 1              | 2              | 3              | Всего          |                |
| День 0         | 29 августа     | —              | —              | —              | —              |                |
| День 1         | 30 августа     | 2              | 1              | 1              | 4              |                |
| День 2         | 31 августа     | 3              | 2              | 2              | 7              |                |
| День 3         | 1 сентября     | 3              | 6              | 2              | 11             |                |
| День 4         | 2 сентября     | 4              | 4              | 4              | 12             |                |
| День 5         | 3 сентября     | 4              | 7              | 4              | 15             |                |
| День 6         | 4 сентября     | 7              | 2              | 4              | 13             |                |
| День 7         | 5 сентября     | 5              | 3              | 3              | 11             |                |
| День 8         | 6 сентября     | 3              | 6              | 3              | 12             |                |
| День 9         | 7 сентября     | 1              | 4              | 2              | 7              |                |
| День 10        | 8 сентября     | 3              | 3              | 3              | 9              |                |
| День 11        | 9 сентября     | 1              | 0              | 0              | 1              |                |
| Всего          | Всего          | 36             | 38             | 28             | 102            |                |

### Медали по видам спорта
| Медали по видам спорта | Медали по видам спорта | Медали по видам спорта | Медали по видам спорта | Медали по видам спорта |
| ---------------------- | ---------------------- | ---------------------- | ---------------------- | ---------------------- |
| Вид спорта             | 1                      | 2                      | 3                      | Всего                  |
| Лёгкая атлетика        | 19                     | 12                     | 5                      | 36                     |
| Плавание               | 13                     | 17                     | 12                     | 42                     |
| Стрельба из лука       | 2                      | 1                      | 2                      | 5                      |
| Настольный теннис      | 1                      | 1                      | 1                      | 3                      |
| Футбол (по 7 человек)  | 1                      | 0                      | 0                      | 1                      |
| Пауэрлифтинг           | 0                      | 3                      | 1                      | 4                      |
| Стрельба               | 0                      | 3                      | 1                      | 4                      |
| Дзюдо                  | 0                      | 1                      | 4                      | 5                      |
| Академическая гребля   | 0                      | 0                      | 1                      | 1                      |
| Велоспорт (шоссе)      | 0                      | 0                      | 1                      | 1                      |
| Всего                  | 36                     | 38                     | 28                     | 102                    |

### Медали по полу
| Пол     | 1  | 2  | 3  | Всего |
| Мужчины | 22 | 26 | 17 | 65    |
| Женщины | 14 | 12 | 11 | 37    |
| Всего   | 36 | 38 | 28 | 102   |

|}

## Результаты соревнований

### Академическая гребля
Спортсменов — 5
Мужчины
Женщины

### Велоспорт
Спортсменов — 2

### Волейбол сидя
Спортсменов — 11
Команда представлена игроками екатеринбургской команды «AVS Родник»
Результаты
Группа A
| Дата              | Время (UTC+1) |                | Счёт |          | Сеты  | Сеты  | Сеты  | Сеты  | Сеты  | Отчёт |
| Дата              | Время (UTC+1) | 1              | Счёт | 2        | 3     | 4     | 5     |       |       | Отчёт |
| ----------------- | ------------- | -------------- | ---- | -------- | ----- | ----- | ----- | ----- | ----- | ----- |
| 30.08             | 14:00         | Великобритания | 0:3  | Россия   | 14:25 | 18:25 | 20:25 |       |       |       |
| 01.09             | 11:10         | Россия         | 2:3  | Германия | 18:25 | 25:11 | 19:25 | 25:15 | 13:15 |       |
| 02.09             | 21:00         | Египет         | 2:3  | Россия   | 25:22 | 25:19 | 18:25 | 21:25 | 11:15 |       |
| 04.09             | 17:00         | Россия         | 3:0  | Марокко  | 25:13 | 25:8  | 25:11 |       |       |       |
| Четвертьфинал     |               |                |      |          |       |       |       |       |       |       |
| 05.09             | 11:20         | Россия         | 3:2  | Бразилия | 18:25 | 25:15 | 25:15 | 19:25 | 15:8  |       |
| Полуфинал         |               |                |      |          |       |       |       |       |       |       |
| 06.09             | 21:00         | Россия         | 0:3  | Иран     | 15:25 | 18:25 | 18:25 |       |       |       |
| Матч за 3-е место |               |                |      |          |       |       |       |       |       |       |
| 08.09             | 16:00         | Россия         | 2:3  | Германия |       |       |       |       |       |       |

### Дзюдо
Спортсменов — 11

### Лёгкая атлетика
Спортсменов — 53

### Настольный теннис
Спортсменов — 9

### Пауэрлифтинг
Спортсменов — 14

### Плавание
Спортсменов — 36

### Стрельба
Спортсменов — 7

### Стрельба из лука
Спортсменов — 8
Мужчины
| Спортсмен                              | Соревнование                  | Квалификация | Квалификация | 1/32 финала                  | 1/16 финала                   | 1/8 финала         | Четвертьфинал                | Полуфинал                    | Финал                           | Финал |
| Спортсмен                              | Соревнование                  | Результат    | Место        | Соперник Результат           | Соперник Результат            | Соперник Результат | Соперник Результат           | Соперник Результат           | Соперник Результат              | Место |
| -------------------------------------- | ----------------------------- | ------------ | ------------ | ---------------------------- | ----------------------------- | ------------------ | ---------------------------- | ---------------------------- | ------------------------------- | ----- |
| Михаил Оюн                             | Individual recurve — Standing | 623          | 5            |                              | Инкаев Сакон (THA) Поб. 6-0   |                    | Юрий Копий (UKR) Поб. 6-2    | Олег Шестаков (RUS) Пор. 2-6 | Беннет Эрик (USA) Поб. ?-?      | 3     |
| Алексей Щербаков                       | Individual compound — Open    | 631          | 20           |                              |                               |                    |                              |                              |                                 |       |
| Олег Шестаков                          | Individual recurve — Standing | 608          | 9            | Эллиот Мюррей (GBR) Поб. 6-0 | Алперс Маттиас (GER) Поб. 6-4 |                    | Зафер Коркмаз (TUR) Поб. 6-4 | Михаил Оюн (RUS) Поб. 6-2    | Тимур Тучинов (RUS) Пор. 3-7    | 2     |
| Тимур Тучинов                          | Individual recurve — Standing | 638          | 2            |                              | Ким Сук Хо (KOR) Поб. 6-4     |                    | Роман Чайка (UKR) Поб. 6-0   | Беннет Эрик (USA) Поб. 6-4   | Олег Шестаков (RUS) Поб. 7-3    | 1     |
| Михаил Оюн Олег Шестаков Тимур Тучинов | Командное первенство          | 1869         | 2            |                              |                               |                    | Турция (7) · Поб. 212-199    | Китай · Поб. 214-207         | Республика Корея · Поб. 206-200 | 1     |

Женщины
| Спортсменка          | Соревнование                  | Квалификация | Квалификация | 1/16 финала                | 1/8 финала                      | Четвертьфинал                       | Полуфинал                    | Финал                               | Финал                 |
| Спортсменка          | Соревнование                  | Результат    | Место        | Соперник Результат         | Соперник Результат              | Соперник Результат                  | Соперник Результат           | Соперник Результат                  | Место                 |
| -------------------- | ----------------------------- | ------------ | ------------ | -------------------------- | ------------------------------- | ----------------------------------- | ---------------------------- | ----------------------------------- | --------------------- |
| Ирина Баторова       | Individual recurve — Standing | 517          | 10           | Ран Ким Сук (KOR) Поб. 6-4 | Милена Ольшевска (POL) Пор. 4-6 | Завершила выступление               | Завершила выступление        | Завершила выступление               | Завершила выступление |
| Степанида Артахинова | Individual compound — Open    | 672          | 2            |                            |                                 | Ольга Полегаева (RUS) Поб. 6-0      | Кларк Мел (GBR) Пор. 0-6     | Марина Лыжникова (RUS) Поб. 7-3     | 3                     |
| Ольга Полегаева      | Individual compound — Open    | 631          | 10           |                            | Зандра Реппе (SWE) Поб. 6-4     | Степанида Артахинова (RUS) Пор. 0-6 | Завершила выступление        | Завершила выступление               | Завершила выступление |
| Марина Лыжникова     | Individual compound — Open    | 647          | 4            |                            |                                 | Су Гульбин (TUR) Поб. 6-0           | Даниэль Браун (GBR) Пор. 2-6 | Степанида Артахинова (RUS) Пор. 3-7 | 4                     |

### Фехтование сидя
Спортсменов — 12

### Футбол (по 7 человек)
Спортсменов — 12